# Allan Lewis
Allan Sydney Lewis (nacido el 12 de diciembre de 1941) es un exjugador de béisbol profesional panameño. Fue jardinero y corredor emergente durante partes de 6 temporadas (1967-1973) con los Kansas City/Oakland Athletics.

## Carrera
Como jugador de ligas menores con los Leesburg Athletics en 1966, Lewis estableció un récord de ligas menores en una sola temporada con 116 robos, que se mantuvo hasta 1980, cuando Alan Wiggins robó 120. Lewis fue miembro de los  Athletics campeón de la Serie Mundial de 1972 y 1973. En su carrera bateó .207 con 1 jonrón y 44 bases robadas en 156 juegos. Lewis es uno de los siete jugadores con más apariciones en juegos que apariciones en el plato en su carrera.